# Serinus flavivertex
El serín coronigualdo (Serinus flavivertex) es una especie de ave paseriforme perteneciente a la familia Fringillidae propia de África oriental. Anteriormente estaba considerada como subespecie de serinus canicollis.
Su hábitat es el fynbos, praderas y jardines, preferentemente en áreas de montaña. Construye un nido en forma de cuenco compacto en un matorral.
El serín coronigualdo mide entre 11–13 cm. El macho de adulto tiene una espalda verde con los bordes de las plumas negros en las alas y la cola. Sus partes inferiores y flancos son amarillas, salvo el vientre que es blanco. Su frente y parte frontal del píleo son de un color amarillo, más intenso que los del serín dorsigrís, y su cara es verdosa.